# بيت قوب (أرحب)

تعديل مصدري - تعديل

بيت قوب هي إحدى قرى عزلة زندان بمديرية أرحب التابعة لمحافظة صنعاء، بلغ تعداد سكانها 147 نسمة حسب تعداد اليمن لعام 2004.